# Bộ Phát triển Viễn Đông và Bắc Cực Nga
Bộ Phát triển Viễn Đông và Bắc Cực Nga (tiếng Nga: Министерство Российской Федерации по развитию Дальнего Востока и Арктики) là một bộ liên bang được thành lập vào ngày 21 tháng 5 năm 2012 dưới thời thủ tướng Nga Dmitry Medvedev.
Cơ quan này chịu trách nhiệm về sự phát triển kinh tế và xã hội của vùng Viễn Đông và Bắc Cực thuộc Nga.

## Bộ trưởng qua các thời kỳ
- Viktor Ishayev (21 tháng 5 năm 2012 – 31 tháng 8 năm 2013)
- Alexander Galushka (31 tháng 8 năm 2013 - 7 tháng 5 năm 2018)
- Alexander Kozlov (18 tháng 5 năm 2018 - 10 tháng 11 năm 2020)
- Aleksey Chekunkov (10 tháng 11 năm 2020 -)